# Rourea breviracemosa
Rourea breviracemosa là một loài thực vật có hoa trong họ Connaraceae. Loài này được James Sykes Gamble miêu tả khoa học đầu tiên năm 1913. The Plant List hiện tại ghi nhận loài này theo danh pháp đồng nghĩa Roureopsis breviracemosa.

## Phân bố
Loài này có tại Myanmar (các bang Shan miền nam: Kentawng, tại Mongnai, liên Salween, ở cao độ khoảng 700 m).